# Giuseppe Vittorio Alberti d'Enno
Giuseppe Vittorio Alberti d'Enno (Pergine Valsugana, 24 luglio 1623 – 31 dicembre 1695) è stato principe vescovo di Trento dal 1689 al 1695.

## Biografia
Giuseppe Vittorio Alberti d'Enno nacque il 24 luglio 1623 a Pergine, dove il padre era capitano del castello. Studiò teologia al Collegio Germanico-Ungarico a Roma. Fu canonico della cattedrale di San Vigilio, vicario generale della diocesi di Trento, arcidiacono, decano del capitolo e priore dell'ospizio di San Tommaso nel distretto di Arco.
Il 4 febbraio 1689 morì il principe vescovo di Trento Francesco Alberti Poja e il 28 aprile dello stesso anno Alberti d'Enno fu eletto a succedergli dal Capitolo della cattedrale. Come già fatto in passato, lottò per il diritto del Capitolo di amministrare il territorio durante la sede vacante, di cui negli ultimi casi si erano appropriati i commissari tirolesi. Per questo solo nel 1691 arrivarono la conferma di papa Innocenzo XII e l'investitura temporale dell'imperatore Leopoldo I d'Asburgo.
Fece introdurre pene severe contro i canonici che si appropriavano delle proprietà del vescovo alla sua morte e fece conoscere i santi martiri e confessori della Chiesa Tridentina. In cattive condizioni di salute, morì il 31 dicembre 1695. Fu sepolto nel Duomo, ma nel XX secolo i resti furono trasferiti nella Basilica paleocristiana.